# Hurikán Felix (2001)
Hurikán Felix byl sedmou bouří atlantické hurikánové sezóny 2001. 7. září poblíž Kapverdských ostrovů se z tropické vlny vytvořila tropická deprese. Netrvalo dlouho a tato deprese oslabila a opět se jednalo o tropickou vlnu. 10. září bylo ale opět zaznamenáno zesílení a systém povýšil na tropickou depresi, která změnila směr ze západu na sever. Ta stále sílila a 13. září už se jednalo o hurikán. O den později už větry dosahovaly rychlosti 185 km/h. V té době už ale Felix postupoval do plochy nepříznivých podmínek a následně výrazně zeslábl. 17. září se hurikán dostal nad studené vody, což ho ještě více oslabilo a stala se z něj tropická bouře. 18. září se pak zastavil a opět jeho síla ustoupila. Jako tropická deprese se 19. září rozptýlil.